# Sergio Sironi

Sergio Sironi

Sergio Sironi, pseudonimo di Fabrizio Maconi (Carate Brianza, 10 marzo 1966), è un conduttore radiofonico e comico italiano.

## Biografia
Nel 1983 organizza serate nei locali con il suo gruppo, il Gomitolo. Il suo esordio in televisione è su Antennatre in una trasmissione condotta da Nilla Pizzi. nel 1987 partecipa ad un programma di cabaret realizzato per top 43, emittente locale di Pavia; nel frattempo continua a esibirsi dal vivo. Nel 1992 vince l'edizione de La sai l'ultima?, presentata da Pippo Franco.
Nel 1994 (di nuovo con il gruppo il Gomitolo) affianca Marco Predolin e Paola Barale nella presentazione del Gran galà de la valleè. Nel 1995 inizia a lavorare con Paolo Cavallone e Tony Severo per Radio 105 prima con Istituto superpartes in onda dalle 13 alle 14,  poi con I due del tredicesimo, trasmissione comica in onda tutte le mattine su quest'emittente e nei mesi successivi nasce lo spettacolo teatrale I DDT.
Paolo Cavallone e Sergio Sironi collaborano nel 1999 anche con Italia 1 per commentare gli incontri di wrestling di WCW Monday Nitro.
Dal 1999 per sei stagioni consecutive, su Radio 101, conduce il programma Container, varietà del mattino. Dal 2005 al 2014, con la nascita di Radio R101, Sergio Sironi intrattiene con i suoi personaggi gli ascoltatori nel morning show La Carica di 101 (dal 2014 La banda della Carica).
Nel 2016 entra nel mondo delle web radio e delle web tv creando con un gruppo di amici  "Like Radio Music& Passion"
Dal 2017 al 2019 collabora alla trasmissione "Due in Fuorigioco" con Fabiana e Lapo de Carlo (sostituito da Settembre 2018 da Riccardo Este) in onda dal Lunedì al Venerdì tra le 17 e le 19 su RMC SPORT. Da settembre 2019 a Dicembre 2023 fa parte degli speaker di Radio Nerazzurra. 
Da maggio 2017 collabora con Radio Number One all'interno del programma "Citofonare Boselli" insieme a Miky Boselli  dal Lunedì al Venerdì tra le 12 e le 15; da Settembre 2018 con Grant Benson, Patrizia Zani e Claudio Chiari sempre su Radio Number One intrattiene gli ascoltatori nel morning show dal Lunedì al Venerdì tra le 6 e le 9. Da Settembre 2021 fa parte del nuovo morning show: "La Combriccola" con Manuela Doriani e Patrizio Romano dal lunedì al venerdì tra le 7 e le 10 su Radio Number One .
Nel mese di maggio 2012 vince agli  "Italian Sport Awards" insieme a Cristiano Militello e Paolo Cavallone il premio come miglior trasmissione sportiva radiofonica dell’anno con  "I Raccattapalle", trasmissione di R101; ad ottobre 2012 vince il premio "cuffie d'oro" nella categoria "programma battute & risate" e nel settembre 2016 riceve il premio internazionale di Arte e Cultura "L'Arcobaleno".